# Кастроверде
Кастроверде (гал. Castroverde, ісп. Castroverde) — муніципалітет в Іспанії, у складі автономної спільноти Галісія, у провінції Луго. Населення — 3061 осіб (2009).
Муніципалітет розташований на відстані близько 420 км на північний захід від Мадрида, 18 км на схід від Луго.
Муніципалітет складається з наступних паррокій: Агустін, Аркос, Сан-Шоан-де-Барредо, Санто-Андре-де-Барредо, Баррейрос, Боланьйо, Сельян-де-Кальвос, Сельян-де-Мостейро, Ковелас, Еспасанде, А-Фрайрія, Фуріс, Гой, Масоукос, А-Меда, Міранда, Мірандела, Монте, Монтекубейро, Морейра, Падерне, Парамо, Пена, Перейрама, А-Пумарега, Ребордаос, Ресесенде, Ріомоль, Сан-Мігель-до-Каміньйо, Серес, Соуто-де-Торрес, Соутомерільє, Тордеа, Уріс, Вілабаде, Вілальє, Віларіньйо.

## Демографія
Динаміка населення (INE ):

## Галерея зображень

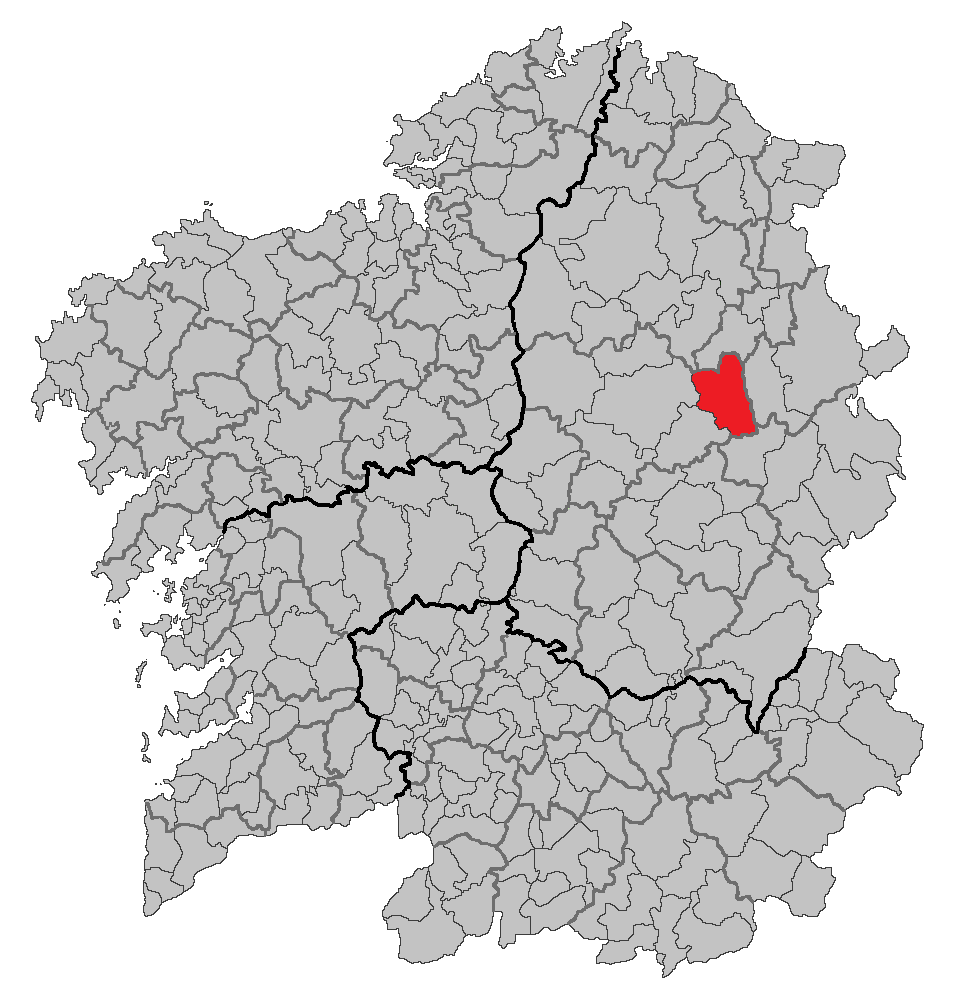
Розташування муніципалітету
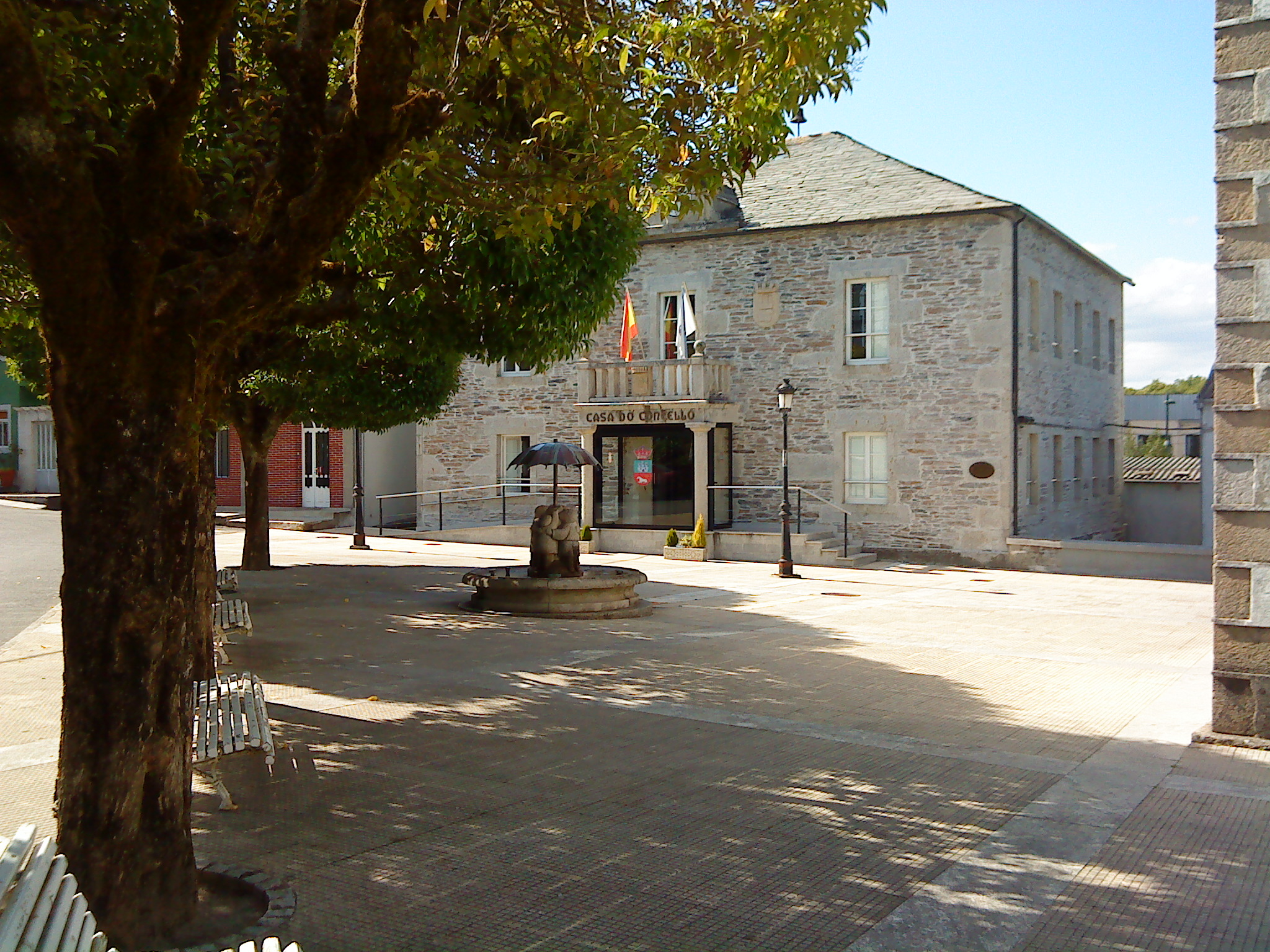
Муніципальна рада

## Парафії
Муніципалітет складається з таких парафій: 

## Релігія
Кастроверде входить до складу Лугоської діоцезії Католицької церкви.